# Gennadij Kapustin
Gennadij Sergeevič Kapustin (in russo Геннадий Сергеевич Капустин?; Leningrado, 22 novembre 1958 – San Pietroburgo, 31 agosto 2011) è stato un cestista sovietico.

## Carriera
Con l'Unione Sovietica ha disputato i Campionati europei del 1981.